# L'Heure bleue (série télévisée)
Pour les articles homonymes, voir L'Heure bleue.
 (octobre 2019).
Si vous disposez d'ouvrages ou d'articles de référence ou si vous connaissez des sites web de qualité traitant du thème abordé ici, merci de compléter l'article en donnant les références utiles à sa vérifiabilité et en les liant à la section « Notes et références ».
L'Heure bleue est une série télévisée québécoise en 96 épisodes de 43 minutes créée par Anne Boyer et Michel D'Astous, diffusée entre le 11 janvier 2017 et le 30 novembre 2021 sur le réseau TVA.

## Synopsis
L'Heure bleue évoque l'espoir de résilience d'un couple confronté à l'irréparable et pris dans une tourmente qui modifiera complètement le cours de leur existence.
Anne-Sophie choisit de changer complètement de vie. Tout éclate : là où elle vit, sa situation financière, sa vie amoureuse et sexuelle, son travail, son style de vie, tout. Qui n'a pas rêvé quelques instants de tout laisser derrière soi pour repartir à zéro, ailleurs, autrement ? Pour Anne-Sophie, ce fantasme devient une nécessité. Bernard, quant à lui, choisit l'inverse : il tiendra le fort et tentera de garder son équilibre, sa routine. Il a une maison, un commerce florissant, une ado de seize ans et mille responsabilités. En cas de coup dur, on ferme les poings et on affronte. Mais cela a un prix fort. On risque de s'endurcir jusqu'à la démesure.

## Distribution
- Céline Bonnier : Anne-Sophie Moran
- Benoît Gouin : Bernard Boudrias
- Alice Morel-Michaud : Clara Boudrias
- Jean-Philippe Perras : Raphaël Boudrias
- Matt Hébert : Guillaume Boudrias (†)
- Nico Racicot : David Karpman
- Frédéric Lemay : Jules Tousignant
- Mustapha Aramis : Michel Hamani
- Sylvie Moreau : Pauline Moran
- Jean Petitclerc : Normand Veilleux
- Fanny Rainville : Kristelle Gaumont
- Mylène St-Sauveur : Olivia Blaszczak
- Victoria Diamond : Casey
- Noémie O'Farrell : Roxanne
- Marie-Hélène Thibault : Lucie Boissonneault
- Robert Toupin : détective Rabouin
- Ariane Legault : Zoé Nantel
- Alex Godbout : Thomas Provencher (†)
- Yves Soutière : François Provencher
- Jean-François Pichette : Hubert Martel
- Rémi Goulet : Xavier Martel
- Sylvie-Catherine Beaudoin : Carole Tousignant
- Hubert Proulx : Vince Trottier
- Karina Aktouf : Filia Bentoumi
- Nathalie Doummar : Isabella Torrento
- Suzanne Garceau : Françoise Moran
- Pascale Bussières : Véronique Douville[2] (depuis la saison 3)
- Jade Charbonneau : Audrey Douville-Aubert (depuis la saison 3)
- Bernard Fortin : Alain Aubert[3] (depuis la saison 4)
- Sarah Louis-Jean : Béa (saison 5)
- Maxime Denommée : coach de vie Olivier Larouche[4] (saison 5)
- Daniel Brière : Christian Brodeur, un vieil ami de Bernard[4] (saison 5)
- Igor Ovadis : le professeur de Jules[4] (saison 5)
- Simon Rousseau : patron de Raphaël[4] (saison 5)
- Noémie Yelle : une cliente de Raphaël[4] (saison 5)

## Fiche technique
Sauf indication contraire, les informations mentionnées dans cette section peuvent être confirmées par la base de données cinématographiques IMDb,  présente dans la section « Liens externes ».
- Titre original : L'Heure Bleue
- Réalisation : Stéphan Beaudoin
- Scénario : Anne Boyer, Michel D'Astous
- Création : Anne Boyer et Michel D'Astous
- Musique : Martin Roy, Luc Sicard
- Production : Anne Boyer, Michel d'Astous, Jaime Tobon
- Montage des scènes : Mathieu Demers
- Direction artistique : Jonas Bouchard, Sebastien Roy, Frédéric Joire
- Société de production : DUO Productions
- Société de distribution : TVA
- Pays :  Canada
- Format : HD
- Durée : 22 minutes
- Langue originale : français
- Date de première diffusion : 11 janvier 2017
- Classification : Tous publics

## Épisodes

### Première saison (hiver 2017)
Cette saison de 12 épisodes est diffusée du 11 janvier 2017, avec un double épisode, au 22 mars 2017.

### Deuxième saison (2017-2018)
Cette saison de 24 épisodes est diffusée du 12 septembre 2017 au 27 mars 2018.

### Troisième saison (2018-2019)
Cette saison de 24 épisodes est diffusée du 11 septembre 2018 au 26 mars 2019.

### Quatrième saison (2019-2020)
Cette saison de 24 épisodes est diffusée du 10 septembre 2019 au 24 mars 2020.

### Cinquième saison (automne 2021)
Cette saison de 12 épisodes est diffusée du 14 septembre 2021 au 30 novembre 2021.